# 1811 في الولايات المتحدة
فيما يلي قوائم الأحداث التي وقعت خلال عام 1811 في الولايات المتحدة.

## سياسة

### تعيين في المنصب
- 1 يناير – جون برانش عضو مجلس ولاية كارولاينا الشمالية.
- 1 يناير – ويليام بينكني نائب عام الولايات المتحدة.
- 4 مارس – جون كالهون عضو مجلس النواب الأمريكي.
- 2 أبريل – جيمس مونرو وزير الخارجية الأمريكي.
- 1 مايو – وليم جونز حاكم رود آيلاند [الإنجليزية]‏.

### انتهاء فترة المنصب
- 1 يناير – روبرت سميث وزير الخارجية الأمريكي.
- 3 مارس – تيموثي بيكرنج عضو مجلس الشيوخ الأمريكي.
- 3 مارس – وليام ت باري عضو مجلس النواب الأمريكي.
- 1 مايو – جيمس فينر حاكم رود آيلاند [الإنجليزية]‏.
- 5 ديسمبر – أوغسطس قيصر رودني نائب عام الولايات المتحدة.

## مواليد

### يناير
- 16 يناير – وليام الكسندر ريتشاردسون سياسي أمريكي.

### فبراير
- 2 فبراير – ديليا بيكون كاتبة من الولايات المتحدة الأمريكية.
- 3 فبراير – هوراس غريلي سياسي أمريكي.
- 4 فبراير – آسا بيغز سياسي أمريكي.
- 24 فبراير – هنري سميث لين سياسي أمريكي.

### أبريل
- 11 أبريل – تشارلز د. دريك سياسي أمريكي.
- 25 أبريل – وليام هنري بيسل سياسي أمريكي.

### يونيو
- 14 يونيو – هيريت ستو
- 21 يونيو – ماثيو سيمبسون
- 21 يونيو – هوراشيو الملك سياسي من الولايات المتحدة الأمريكية.
- 24 يونيو – جون أرشيبالد كامبل سياسي أمريكي.

### يوليو
- 20 يوليو – إليشا داير سياسي أمريكي.

### أغسطس
- 5 أغسطس – واشنطن هنت سياسي أمريكي.
- 7 أغسطس – الياس وميس
- 21 أغسطس – ويليام كيلي مخترع من الولايات المتحدة الأمريكية.
- 29 أغسطس – هنري بيرغ دبلوماسي من الولايات المتحدة الأمريكية.

### سبتمبر
- 12 سبتمبر – جيمس هول

### أكتوبر
- 27 أكتوبر – إسحق سنجر

## وفيات

### يونيو
- 19 يونيو – صامويل تشايس (مواليد 1741) قاضي أمريكي.

### أغسطس
- 2 أغسطس – وليام وليامز (مواليد 1731) سياسي أمريكي.

### سبتمبر
- 28 سبتمبر – إليانور كالفيرت (مواليد 1758)